# Ilheu
Ilheu é uma comuna francesa na região administrativa de Occitânia, no departamento dos Altos Pirenéus. Estende-se por uma área de 2,01 km². Em 2010 a comuna tinha 41 habitantes (densidade: 20,4 hab./km²).